# Tuffi ai Giochi della XXXIII Olimpiade - Trampolino 3 metri sincro femminile
La gara dei tuffi dal trampolino 3 metri sincro femminile dei Giochi della XXXIII Olimpiade di Parigi è stata disputata il 27 luglio 2024 presso il Centro acquatico olimpico. Vi hanno partecipato otto coppie di atlete provenienti da altrettante nazioni. La gara si è svolta in un unico turno di finale in cui ogni coppia ha eseguito una serie di cinque tuffi.
La competizione è stata vinta dalla coppia cinese Chang Yani e Chen Yiwen, mentre l'argento e il bronzo sono andati rispettivamente alle statunitensi Sarah Bacon e Kassidy Cook e alle britanniche Yasmin Harper e Scarlett Mew Jensen.

## Risultati
| Pos.    | Atlete                            | Nazione       | T1    | T2    | T3    | T4    | T5    | Totale |
| ------- | --------------------------------- | ------------- | ----- | ----- | ----- | ----- | ----- | ------ |
| Oro     | Chang Yani Chen Yiwen             | Cina          | 52,80 | 51,00 | 77,40 | 79,98 | 76,50 | 337,78 |
| Argento | Sarah Bacon Kassidy Cook          | Stati Uniti   | 49,80 | 51,00 | 71,10 | 72,54 | 70,20 | 314,64 |
| Bronzo  | Yasmin Harper Scarlett Mew Jensen | Gran Bretagna | 50,40 | 46,20 | 63,90 | 71,10 | 70,68 | 302,28 |
| 4       | Elena Bertocchi Chiara Pellacani  | Italia        | 49,20 | 45,00 | 68,40 | 68,82 | 62,10 | 293,52 |
| 5       | Maddison Keeney Anabelle Smith    | Australia     | 47,40 | 48,00 | 73,80 | 74,40 | 48,60 | 292,20 |
| 6       | Lena Hentschel Jette Müller       | Germania      | 48,60 | 48,00 | 64,80 | 67,89 | 59,40 | 288,69 |
| 7       | Viktoriya Kesar Anna Pysmenska    | Ucraina       | 45,60 | 42,00 | 57,60 | 54,87 | 51,30 | 251,37 |
| 8       | Nais Gillet Juliette Landi        | Francia       | 42,00 | 43,80 | 48,72 | 51,24 | 54,27 | 240,03 |